# 稲垣敦
稲垣 敦（いながき あつし、1984年4月16日 - ）は、日本のバスケットボール選手、指導者である。2008年にbjリーグの埼玉ブロンコスと契約して、プロ選手になる。2009年にはノルウェーのアムルー・バスケットと契約し、日本人の男子選手として初めてヨーロッパのトップリーグでプレイした選手になった。横浜ビー・コルセアーズに在籍していた2015-16シーズン途中に負傷し、その後無所属のまま選手復帰を目指していたが、2017年6月に現役を引退した。引退後は指導者に転身し、2019年のNBAサマーリーグではニューオーリンズ・ペリカンズのコーチも務めた。
選手時代の身長は158cm、体重56kgで、ポジションはポイントガード。bjリーグ所属時には、リーグで最も背の低い選手だった。

## 来歴
東京都出身。中学校入学とともにバスケットボールを始め、部活動の他マイケル・ジョーダンが主催するバスケットボール教室「マイケル・ジョーダン・フライトスクール」にも参加し技術を磨いた。
筑波大学附属高等学校に進むが、3年次でアメリカに渡り、ミシガン州のサットンズベイ高校に入学。1年で卒業し、その後サンタモニカカレッジを経てNCAA2部のカリフォルニア州立大学チコ校に入学した。
卒業後、ラスベガスで行われたbjリーグのトライアウトを受験し、その結果埼玉ブロンコスにスカウトされ入団した。しかし入団前に負った足首の怪我の影響などもあり出場機会に恵まれず、1シーズンで退団。2010年11月からノルウェートップリーグBLNOに属するアムルー・バスケットと契約。日本人の男子選手として初めてヨーロッパのトップリーグでプレイした。
2012年初頭にはイタリア・セリエCのMonteporzio basketでプレイしチームのプレイオフ進出に貢献するも、査証の問題からシーズン途中で退団を余儀無くされた
2013年8月、bjリーグの富山グラウジーズと契約した。
2015年7月、横浜ビー・コルセアーズに移籍。2016年2月にアキレス腱断裂をおこす。シーズン終了後、横浜は稲垣との契約を更新せず、稲垣は自由契約選手となった。
その後も稲垣はチームに所属しないまま復帰を目指し練習していたが、2017年6月、自身のブログで、引退し指導者を目指すことを発表した。
2017年8月、稲垣は群馬クレインサンダーズと契約し、通訳兼アシスタントコーチに就任した。
2018年7月、リンク栃木ブレックスのアシスタントコーチに就任。2019年のNBAサマーリーグでは、ニューオーリンズ・ペリカンズの選手として参加していたブレックスの比江島慎をサポートするため渡米し、ペリカンズのコーチとしてベンチ入りした。その後、稲垣は2019-20シーズンの終了をもって退任した。
2021年6月、名古屋ダイヤモンドドルフィンズのアシスタントコーチに就任。
2022年、琉球ゴールデンキングスのアシスタントコーチに就任するが、2023年2月1日付で契約解除。